# Гордон Гулд
Гордон Гулд, англ. Gordon Gould (17 липня 1920 , Мангеттен, Нью-Йорк  — 16 вересня 2005 , Мангеттен, Нью-Йорк ) — американський фізик, якому приписують винахід лазера (інші приписують винахід Теодору Мейману), творець назви «ЛАЗЕР». Найбільш відомий своєю тридцятирічною боротьбою з патентним офісом США з приводу лазера і пов'язаних з ним технологій. Також боровся з виробниками лазерів, які порушували його патенти.

## Молодість та освіта
Народився в Нью-Йорку, був старшим з трьох синів. Його батько був засновником і головним редактором Scholastic Magazine Publications у Нью-Йорку Виріс в одному з передмість Нью-Йорка (Scarsdale), навчався в місцевій школі. Отримав ступінь бакалавра з фізики в  Юніон-коледжі, де він став членом братства Sigma Chi. Отримав ступінь магістра в області оптики і спектроскопії в Єльському університеті. З березня 1944 року по січень 1945 року працював на Манхеттенський проект, але був звільнений як член Комуністичної політичної асоціації. У 1949 році вступив до Колумбійського університету, щоб працювати над докторською дисертацією в області оптичної і мікрохвильової спектроскопії Його науковим керівником був лауреат Нобелівської премії Полікарп Кущ, який запропонував Гулду зайнятися спектроскопією метастабільних атомів талію. У 1956 році Гулд запропонував використовувати абсолютно новий для тих часів метод оптичного накачування для створення інверсної заселеності в середовищі і обговорював цю ідею з винахідником мазера Чарльзом Таунсом, який отримав Нобелівську премію в 1964 році за свою роботу над мазером і лазером. Таунс дав Гулду пораду, як отримати патент на його інновацію і погодився виступити як свідок.

## Відкриття лазера
До 1957 року багато вчених, у тому числі Таунс, шукали спосіб досягти посилення видимого світла подібно до мазерного. У листопаді того ж року Гулд зрозумів, що можна зробити відповідний оптичний резонатор за допомогою двох дзеркал у вигляді інтерферометра Фабрі-Перо. На відміну від раніше розглянутих конструкцій, цей підхід забезпечить вузький, когерентний, інтенсивний промінь. Так як бічні сторони такого резонатора не повинні бути відбивними, активне середовище може бути легко оптично накачане для досягнення необхідної інверсії заселеності. Він усвідомив також, що для виведення випромінювання одне з дзеркал повинно частину світла відбивати, а частину пропускати назовні. Гулд також розглядав можливість накачування середовища за рахунок зіткнень на атомному рівні, і передбачив багато потенційних застосувань такого пристрою.
Інтереси наукової кар'єри вимагали негайно написати статтю та надіслати її в науковий журнал. Однак Гулду було вже 37 років, він все ще значився аспірантом і міг побоюватися, що світила фізичної спільноти не поквапляться визнати його революційне відкриття. Тому Гулд вирішив нічого не публікувати, а домагатися патенту.
Гулд записав свої ідеї та запропоновані конструкції в лабораторному зошиті під назвою «Деякі грубі розрахунки щодо доцільності використання лазера: посилення світла шляхом стимульованого випромінювання» («Some rough calculations on the feasibility of a LASER: Light Amplification by Stimulated Emission of Radiation») — це перше записане використання абревіатури LASER. Запис в лабораторному журналі Гулда був першим описом того, як зробити справжній лазер. Розуміючи, наскільки важливим він був, 13 листопада 1957 року Гулд пішов до найближчого нотаріуса та нотаріально засвідчив свої нотатки. Артур Шавлов і Чарльз Таунс незалежно виявили важливість еталону Фабрі-Перо і — приблизно три місяці по тому — назвали свій пристрій «оптичним мазером». Назва Гулда для нового пристрою вперше з'явилась на публіці у презентації на конференції в 1959 році і була прийнятою фізичним співтовариством, незважаючи на опір з боку Шавлова і його колег.
1958 року Гулд придумав, записав і засвідчив ще кілька лазерних винаходів — зокрема, метод накачування газоподібного середовища електричними розрядами. Однак в Бюро патентів він звернувся лише у квітні 1959 року. Спочатку Гулд чомусь вважав, що для отримання патенту треба представити не тільки опис винаходу, але і робочий прототип, якого в нього, природно, не було. Таке правило й справді існувало, але було скасовано ще в 1880 р, будучи залишене в силі лише для винахідників вічного двигуна. Як не дивно, ця інформація дійшла до Гулда із запізненням, так що у нього з'явилися серйозні конкуренти. Прагнучи отримати патент на свій винахід і помилково вважаючи, що для цього йому потрібно побудувати робочий лазер, Гулд залишив Колумбійський університет, не завершивши докторської дисертації, і приєднався до приватної дослідницької компанії TRG (Technical Research Group). Він переконав свого нового роботодавця підтримати свої дослідження, і, за іронією долі за підтримки Чарльза Таунса, вони отримали фінансування для проекту від Агентства передових дослідницьких проектів. Міністерство оборони виділило під цей проект майже мільйон доларів, однак Гулд не зміг взяти в ньому участь, оскільки йому відмовили у допуску через свою колишню участь у комуністичній діяльності. Він продовжував працювати в TRG, але не міг безпосередньо брати участь у проекті, щоб реалізувати свої ідеї. Через технічні труднощі і, можливо, неможливість Гулда брати участь, TRG був побитий у перегонах зі  створення першого робочого лазера Теодором Мейманом в дослідницьких лабораторіях Хьюза (Hughes Research Laboratories).

## Битва за патенти
У 1959 році Гордоном Гулдом була проведена перша публічна презентація концепції лазера на конференції, де він представив акронім "LASER" у своїй доповіді під назвою «ЛАЗЕР, підсилення світла шляхом стимульованого випромінювання радіації» (The LASER, Light Amplification by Stimulated Emission of Radiation). Нотатки Гулда з цього періоду містили потенційні застосування лазерів, які були дивовижно пророчими, включаючи оптичні телекомунікації, спектрометрію, інтерферометрію, радар і навіть ядерний синтез. Усвідомлюючи потенціал свого винаходу Гулд подав заявку на патент у квітні 1959 року. Однак Бюро патентів і товарних знаків США (USPTO) відхилило заявку Гулда, натомість видало патент Шавлову і Таунсу, які подали заявку на отримання патенту на лазер у липні 1958 року. Патент їм було надано 22 березня 1960 р. Гулд і TRG подали до суду, використовуючи як докази те, що Гулд винайшов лазер перед подачею патентної заявки Шавловим і Таунсом. Поки проводився розгляд справи в Патентному відомстві і в судах, були подані подальші заявки  на конкретні лазерні технології від Bell Labs, Hughes Research Laboratories, Westinghouse та ін. У кінцевому рахунку, Гулд програв справу за американський патент на сам лазер, насамперед на тій підставі, що у його блокноті явно не було сказано, що бічні стінки лазерного середовища повинні бути прозорими, навіть якщо він планував оптично прокачати активне середовище. Були також поставлені питання про те, чи блокнот Гулда міг містити достатньо інформації для того, щоб створити лазер, оскільки команда Гулда в TRG не змогла цього зробити. Однак Гулд зміг отримати патенти на лазер у деяких інших країнах, і він продовжував боротьбу за патенти США на конкретні лазерні технології протягом багатьох років.
1967 року, Гулд звільнився з TRG і  отримав місце викладача фізики в Бруклінському політехнічному інституті, потім став віце-президентом невеликої компанії, яка розробляла оптоволоконні прилади, а в 1985 р. пішов на пенсію.
Покінчивши з лазерним винахідництвом, Гулд повністю віддався боротьбі за утвердження своїх патентів, яка тривала майже три десятиліття — своєрідний рекорд. Спочатку він незмінно програвав, але врешті-решт домігся свого. 1977 року Бюро патентів уперше визнало його пріоритет у розробці методу оптичного накачування. Правда, до патенту тоді справа не дійшла, оскільки конкуренти негайно подали апеляцію. Заявка Гулда кілька разів піддавалася повторним експертизам і була остаточно затверджена лише у вересні 1986 року.
1979 року Гулду видано патенти на лазерну різку, на застосування лазерів в фотокопіювальних машинах і на лазерний підпал термоядерних реакцій.
У листопаді 1987 року, на вимогу федерального судді до USPTO видати патенти на лазерні пристрої з оптичним накачуванням і газорозрядним випромінюванням, Гулд отримав патент на створення інверсних середовищ за допомогою газових розрядів, а ще через рік — патент на метод зниження поглинання світла за допомогою закону Брюстера. Він не зміг лише домогтися визнання свого пріоритету на винахід дзеркального оптичного резонатора. До квітня 1988 року, коли патент Гулда на використання був схвалений, патенти на підсилювачі з оптичним накачуванням охоплювали 80% лазерів, вироблених у Сполучених Штатах. В підсумку Гулд отримав 48 патентів, пов'язаних з оптичним підсилювачем. Виробництво лазерів з ринком збуту понад 500 мільйонів доларів на рік вивело Гулда до числа мультимільйонерів.

## Вибори до Залу Слави
Незважаючи на те, що його роль в дійсному винаході лазера оскаржувалася протягом десятиліть, Гулд був обраний в Національний зал слави винахідників в 1991 році.
Гулд помер 16 вересня 2005 року, через чотири місяці після закінчення терміну свого останнього патенту.